# Jürgen Spanuth
 (décembre 2019).
Jürgen Georg Ferdinand Spanuth (5 septembre 1907 à Leoben en Autriche - 17 octobre 1998) est un pasteur protestant qui a aussi étudié l'archéologie.

## Biographie
Il travaille très tôt à la traduction depuis le Grec du "Rapport sur l'Atlantide" de Platon puis s'efforce par la suite de développer sa théorie de l'Atlantide
dont certains éléments sont troublants, d'autres considérés comme historiquement faux, si bien que son point de vue est très controversé.

## Analyse

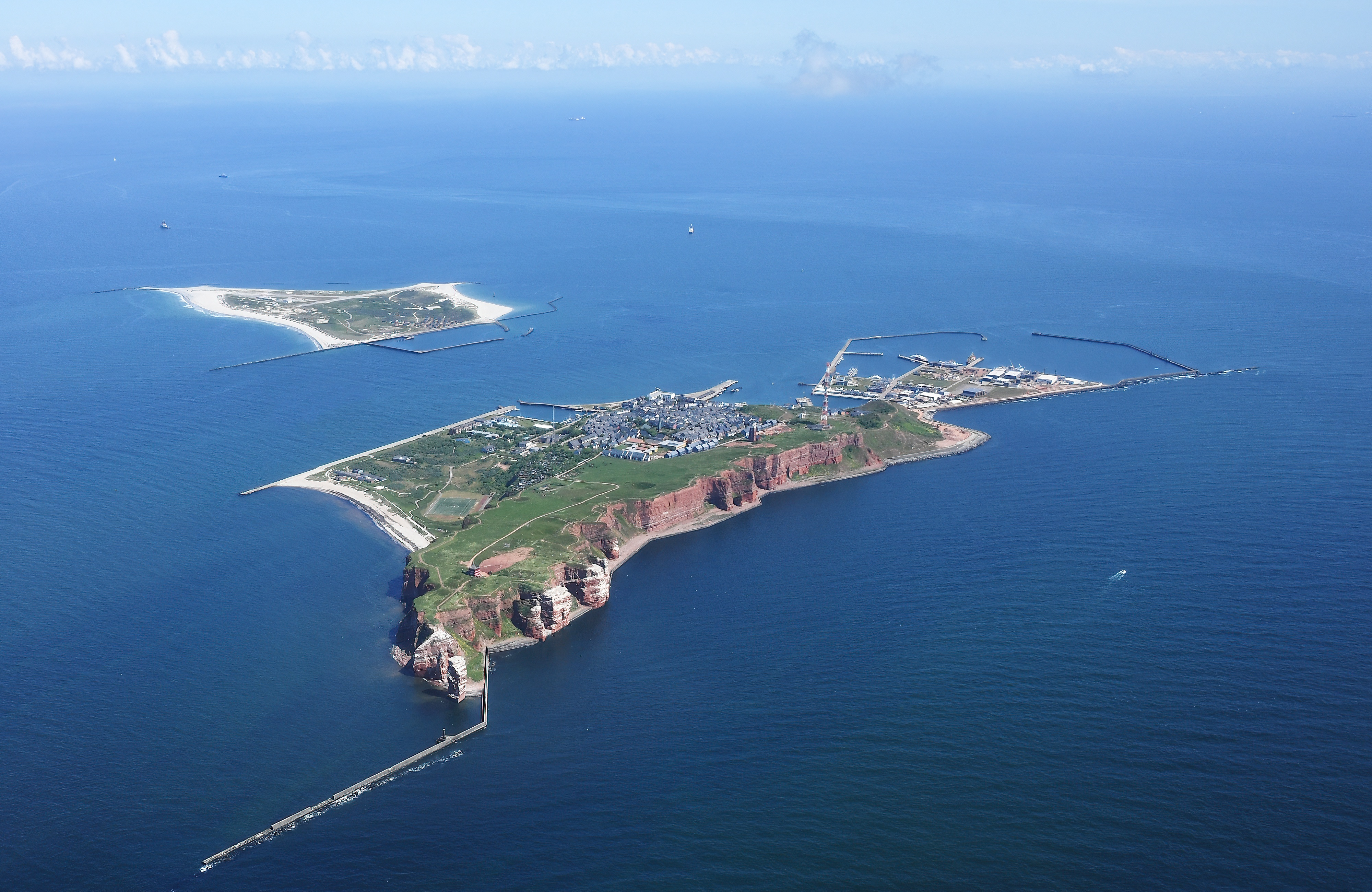
Vue aérienne de l'île d'Héligoland, dernier vestige de l'Atlantide/Thulé selon Spanuth.

Il est connu du public pour sa théorie de l'Atlantide, selon laquelle les Atlantes seraient un peuple maritime ayant attaqué les pays de l'Est de la Méditerranée environ 1200 ans av. J.-C. et que la cité mythique d'Atlantis se trouverait dans la région actuelle de l'Heligoland. Ces hypothèses avaient déjà été soutenues par plusieurs auteurs, sous des formes différentes dont Rainer W. Kühne, Adolf Schulten, Otto Jessen, Richard Hennig, Oscar Broneer, Albert Hermann, Karl Georg Zschaetzsch, Olof Rudbeck et Rhys Carpenter. Il considère au passage l'inondation cymbrienne.

## Œuvres
en français
- Jürgen Spanuth, Le secret de l'Atlantide. L'empire englouti de la mer du Nord, 1977, éditions Copernic, réédition 2019 esprit viking.
- Jürgen Spanuth et Hans F. K. Günther, La race nordique chez les Indo-Européens d'Asie : Contribution aux études portant sur la patrie originelle et l'origine raciale des Indo-Européens, L'Homme libre, (2006)
- Jürgen Spanuth, L'atlantide retrouvée ?, Plon (1954)

en allemand
- Eine Ehrenrettung Platons (= Schriftenreihe der Deutschen Akademie für Bildung und Kultur in München. Heft 39, Modèle:ZDB[Quoi ?]). Deutschen Akademie für Bildung und Kultur, München 1992.
- Die Rückkehr der Herakliden. Das Erbe der Atlanter. Der Norden als Ursprung der griechischen Kultur (= Veröffentlichungen aus Hochschule, Wissenschaft und Forschung, Band 13). Grabert, Tübingen 1989,  (ISBN 3-87847-097-5).
- Die Phönizier. Ein Nordmeervolk im Libanon. Zeller, Osnabrück 1985,  (ISBN 3-535-02460-9).
- Die Philister. Das unbekannte Volk. Lehrmeister und Widersacher der Israeliten. Zeller, Osnabrück 1980,  (ISBN 3-535-02437-4).
- Die Atlanter. Volk aus dem Bernsteinland. Grabert, Tübingen 1976.
- Atlantis. Heimat, Reich und Schicksal der Germanen (= Veröffentlichungen aus Hochschule, Wissenschaft und Forschung, Band 4). Grabert, Tübingen 1965
- ...und doch: Atlantis enträtselt! Eine Entgegnung. Union Deutsche Verlags-Gesellschaft, Stuttgart 1955.
- Das enträtselte Atlantis. Union Deutsche Verlags-Gesellschaft, Stuttgart 1953.
- Nordfrieslands Bekehrung zum Christentum (= Der Heliand, Band 61, Modèle:ZDB[Quoi ?]). Evangelischer Bund, Berlin 1939.
- Stollberg. Ein altes friesisches Zentralheiligtum. In: Jahrbuch des Heimatbundes Nordfriesland. Band 25, 1938, S. 95–154, Modèle:ZDB[Quoi ?] (Als Separatum: M. L. Weisser, Bredstedt 1982).